# Вилхелмина фон Шварцбург-Рудолщат
Вилхелмина фон Шварцбург-Рудолщат (на немски: Wilhelmine zu Schwarzburg-Rudolstadt; * 22 януари 1751, Рудолщат; † 17 юли 1780, Саарбрюкен) от фамилията Шварцбурги, е принцеса от Шварцбург-Рудолщат и чрез женитба княгиня на Насау-Саарбрюкен.

## Произход
Тя е дъщеря на княз Йохан Фридрих фон Шварцбург-Рудолщат (1721 – 1777) и съпругата му принцеса Бернардина Христиана фон Саксония-Ваймар-Айзенах (1724 – 1757), дъщеря на херцог Ернст Август I фон Саксония-Ваймар-Айзенах.

## Фамилия
Вилхелмина се омъжва на 30 октомври 1766 г. в дворец Шварцбург за княз Лудвиг фон Насау-Саарбрюкен (1745 – 1794). Бракът е нещастен и Вилхелмина се оттегля в дворец Монплезир на Халберг в Саарбрюкен и там възпитава синът им:
- Хайнрих Лудвиг (* 9 март 1768; † 27 април 1797), наследствен принц, женен на 6 октомври 1785 г. за Мари Франциска Максимилия фон Монтбарей (1759 – 1838)